# Center for Economic and Policy Research
Cet article concerne le centre de recherche basé à Washington. Pour le centre de recherche européen, voir Centre for Economic Policy Research.
Le Center for Economic and Policy Research (CEPR) est un cercle de réflexion basé à Washington, fondé en 1999 par les économistes Dean Baker (en) et Mark Weisbrot (en), consacrant ses recherches,dans la perspective de contribuer au débat public, sur des sujets affectant la vie des gens (sécurité sociale, santé publique, budget de l'État) ou internationaux (Fonds monétaire international, mondialisation, économie de marché, politique sud-américaine). Il est plutôt favorable aux idées du parti démocrate. Politiquement, le CEPR a été décrit comme à la fois progressiste et de gauche.